# Babadag
Babadag (în turcă Babadağ, în trecut și Babatag) este un oraș în județul Tulcea, Dobrogea, România.

## Etimologie
Numele de Babadag vine din limba turcă și s-ar traduce ca Muntele Tatălui, o referire la misticul Sari Saltuk Baba (d.1297) care a venit pe aceste meleaguri pentru a răspândi credința musulmană.

## Geografie
Clima este temperat continentală. Relieful este specific podișului Dobrogei, orașul situându-se în depresiunea pârâului Tabana, care îl străbate, între dealuri cu înălțimi de până la 250 m, din rocă granitică și calcaroasă, acoperite zonal de pădure. Zona este mărginită de lacul Babadag, lacul Razelm, dealul Coiun Baba sau Koyun Baba (tur. "Tatăl oilor"). Sultan Tepe (tur. "dealul Sultan") și lanik Bair (tur. "Dealul ars").

## Economie
Până la jumătatea secolul XX, economia Babadagului a avut un pronuntat caracter agrar. Industria era reprezentată prin întreprinderi mici, în special din domeniul alimentar. In prezent, pe raza orasului Babadag functioneaza numeroase societati comerciale, avand variate obiecte de activitate.

## Demografie
Componența etnică a orașului Babadag
     Români (66,36%)
     Romi (16,23%)
     Turci (2,42%)
     Alte etnii (5,28%)
     Necunoscută (9,71%)
Componența confesională a orașului Babadag
     Ortodocși (68,69%)
     Musulmani (20,76%)
     Alte religii (0,48%)
     Necunoscută (10,07%)
Conform recensământului efectuat în 2021, populația orașului Babadag se ridică la 9.213 locuitori, în creștere față de recensământul anterior din 2011, când fuseseră înregistrați 8.940 de locuitori. Majoritatea locuitorilor sunt români (66,36%), cu minorități de romi (16,23%), turci (2,42%) și altele (4,96%), iar pentru 9,71% nu se cunoaște apartenența etnică. Din punct de vedere confesional, majoritatea locuitorilor sunt ortodocși (68,69%), cu o minoritate de musulmani (20,76%), iar pentru 10,07% nu se cunoaște apartenența confesională.
|  | Graficele sunt indisponibile din cauza unor probleme tehnice. Mai multe informații se găsesc la Phabricator și la wiki-ul MediaWiki. |

Date: Recensăminte sau birourile de statistică - grafică realizată de Wikipedia

## Politică și administrație
Orașul Babadag este administrat de un primar și un consiliu local compus din 17 consilieri. Primarul, Georgian Caraman[*], de la Partidul Național Liberal, este în funcție din 2012. Începând cu alegerile locale din 2024, consiliul local are următoarea componență pe partide politice:
|  | Partid                          | Consilieri | Componența Consiliului | Componența Consiliului | Componența Consiliului | Componența Consiliului | Componența Consiliului | Componența Consiliului | Componența Consiliului | Componența Consiliului |
|  | ------------------------------- | ---------- | ---------------------- | ---------------------- | ---------------------- | ---------------------- | ---------------------- | ---------------------- | ---------------------- | ---------------------- |
|  | Partidul Național Liberal       | 8          |                        |                        |                        |                        |                        |                        |                        |                        |
|  | Partidul Social Democrat        | 7          |                        |                        |                        |                        |                        |                        |                        |                        |
|  | Alianța pentru Unirea Românilor | 2          |                        |                        |                        |                        |                        |                        |                        |                        |

## Istorie

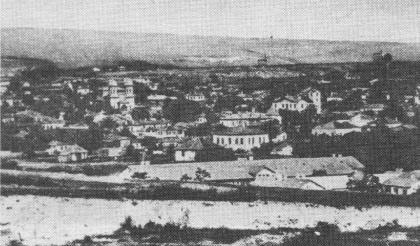
Babadag în secolul XIX

Pe teritoriul orașului a existat o așezare de epocă romană numită Vicus Novus, menționată într-o inscripție din vremea Imperiului Roman (anul 178). În zona centrală a orașului actual s-au găsit de asemenea vestigii de epocă romană care dovedesc atingerea unui nivel cvasi-urban de dezvoltare (conducte pentru apă din ceramică arsă încastrate în zidărie etc).
Prima atestare documentară este din 1263, cu ocazia venirii lui Sari Saltuk Baba în Dobrogea. În epoca medievală, după cucerirea Dobrogei de către Imperiul Otoman (începutul secolului XV), locuirea devine din ce în ce mai importantă în zonă. La un moment dat așezarea capătă un caracter urban, denumirea turcească a orașului fiind Babadag (Muntele Tatălui). Pentru o perioadă orașul a fost centru administrativ al Dobrogei, fiind cel mai dezvoltat oraș dobrogean. Din epoca medievală în oraș se mai pot vedea geamia turcească din secolul al XVI-lea alături de mormântul lui Gazi-Ali-Pașa și cișmeaua Kalaigi, mausoleul lui Sari Saltuk Baba Dede, Casa Panaghia precum și vase de ceramică, monede, arme și multe alte vestigii păstrate în colecții muzeale sau particulare.
În perioada 1677-1678, reședința pașei s-a mutat de la Silistra la Babadag. În felul acesta, importanța Babadagului ca reședință a celui mai important om al stăpânirii turcești din provincia de la Dunărea de Jos, crește tot mai mult. Cronicile menționează în legătură cu aceasta amestecul pașei din Babadag în politica internă a celor două țări române.

## Obiective turistice
În centrul orașului se găsește Geamia Gazi-Ali-Pasa și cișmeaua Kalaigi. Pe strada Măcin se află mausoleul lui Sari Saltuk Baba Dede, foarte vizitat de aleviți. Un alt obiectiv turistic este Muzeul de Artă Orientală, găzduit de clădirea „Panaghia”, din secolul XIX, în stil oriental. La 5 km spre Tulcea se află ruinele unei fortărețe romane din secolele IV-V d.Hr.
La circa 8 km de Babadag, pe un deal stâncos de lânga localitatea Enisala, se pot vedea ruinele cetății numită local Heracleea, de fapt o cetate genoveză (numită probabil Bambola sau Stavrichi) construită la sfârșitul secolului al XIII-lea și care a fost ocupată succesiv de către genovezi (sf.sec. al XIII-lea – prima jumătate a sec. al XIV-lea), a fost probabil sediul unui important principe local, Dimitrie (Demetrius Princeps tartarorum), apoi a fost ocupată de o garnizoană a Țării Românești și ulterior cucerită de către otomani (care au denumit-o Yeni Sale), cetatea pierzându-și treptat importanța în decursul secolului al XV-lea, fiind apoi abandonată.
În prezent, turiștii care vizitează Babadagul dispun de următoarele posibilități de cazare: Cabana Babadag , hotelul "La Parmac" și Popasul "Doi Iepurași" (la 6 km., pe drumul E87).

## Educație
Orașul deține o bună tradiție în învățământul școlar, cu deosebite rezultate la olimpiade naționale. Toate aceste merite pornesc din școala generală nr. 1 "Mircea Cel Bătrân", școala generală nr.2 cu clasele I-VIII , școala generală nr.3 "Constantin Brâncoveanu", și Liceul "Dimitrie Cantemir" ce are în componență o grădinița cu program normal și o grădiniță cu program prelungit.

## Personalități născute aici
- Aurel Toma (1911 - 1980), boxer;
- Kemal Karpat (1923 - 2019), istoric turc;
- Albert Poch (1930 - 2013), grafician;
- Nelu Stănescu (1957 - 2004), fotbalist;
- Laurențiu Iorga (n. 1988), fotbalist;